# Susiec (gromada)
Susiec (do 31 XII 1961 Skwarki) – dawna gromada, czyli najmniejsza jednostka podziału terytorialnego Polskiej Rzeczypospolitej Ludowej w latach 1954–1972.
Gromady, z gromadzkimi radami narodowymi (GRN) jako organami władzy najniższego stopnia na wsi, funkcjonowały od reformy reorganizującej administrację wiejską przeprowadzonej jesienią 1954 do momentu ich zniesienia z dniem 1 stycznia 1973, tym samym wypierając organizację gminną w latach 1954–1972.
Gromadę Susiec z siedzibą GRN w Suścu utworzono 1 stycznia 1962 w powiecie tomaszowskim w woj. lubelskim w związku z przeniesieniem siedziby gromady Skwarki ze Skwarek do Suśca i zmianą nazwy jednostki na gromada Susiec; równocześnie, do nowo utworzonej gromady Susiec włączono obszar zniesionej gromady Łosiniec w tymże powiecie.
Gromada przetrwała do końca 1972 roku, czyli do kolejnej reformy gminnej. 1 stycznia 1973 w powiecie tomaszowskim utworzono gminę Susiec.